# حمل کشته
حمل کشته، روستایی در دهستان فنوج بخش مرکزی شهرستان فنوج در استان سیستان و بلوچستان ایران است.

## جمعیت
بر پایه سرشماری عمومی نفوس و مسکن در سال ۱۳۹۵، جمعیت این روستا برابر با ۳۸ نفر (۱۳ خانوار) بوده‌است.